# Башкинцев, Дмитрий Алексеевич
Дми́трий Алексе́евич Ба́шкинцев (укр. Дмитро Володимирович Башкінцев; 11 мая 1988, Ичнянский район) — украинский военнослужащий, майор, участник российско-украинской войны. Герой Украины (2023).

## Биография
Родился 11 мая 1988 года в Ичнянском районе Черниговской области. С детства увлекался спортом, особенно лёгкой атлетикой. После окончания школы поступил в Черниговский государственный педагогический университет имени Т. Г. Шевченко на факультет физического воспитания. Был членом национальной сборной Украины по многоборью телохранителей и выступал за физкультурно-спортивное общество «Динамо».
С 24 февраля 2022 года находится на фронте. В составе группы выполнял боевые задачи в Луганской и Донецкой областях. Во время одного из боёв эвакуировал раненого из-под перекрёстного огня противника.

## Награды
- Звание «Герой Украины» с удостоением ордена «Золотая Звезда» (23 марта 2023) — за личное мужество и героизм, проявленные в защите государственного суверенитета и территориальной целостности Украины, верность военной присяге[1].
- Орден «За мужество» III степени (5 июня 2022) — за личное мужество и самоотверженные действия, проявленные в защите государственного суверенитета и территориальной целостности Украины, верность военной присяге[2].